# 赫連子悦
赫連 子悦（かくれん しえつ、501年 - 573年）は、北魏末から北斉にかけての官僚・政治家。字は士欣、または士忻。

## 経歴
征南府長史を初任とした。528年（永安元年）、軍功により済州別駕となった。高歓の起兵後に、侯景が爾朱氏の下で行済州事となったが、子悦が高歓につくよう侯景に勧めると、侯景はその勧めに従って高歓の下についた。子悦は征虜将軍・西南道行台郎中となり、東南道行台右丞に転じた。安東将軍・定州長史に任じられた。
子悦は林慮郡太守として出向した。高澄が晋陽におもむく途中に林慮郡に立ち寄り、不便なところを訊ねると、子悦は「臨水と武安の2県は郡治から遠く、山嶺が幾重にも連なっていて、交通がきわめて困難です。もし東の魏郡に属していれば、土地も平坦で道も近いのですが」と答えた。高澄は笑って「卿は民の便益を知るだけで、統治の根幹を損ねることは考えないのか」といった。子悦は「民の苦しみを言上するのは、私の遠慮するところではありません」と答えた。高澄は「卿の有能はこのようなところだ。たいへんよろしい」と言った。子悦の進言は取り上げられて施行された。
郡での任期が満了すると、征西将軍・臨漳県令となった。北斉の天保年間に陽州刺史となった。宜陽の地は西魏との国境に近く、城門を夕方早く閉ざし朝は遅く開けるので、農作業の障害になっていた。子悦が赴任してくると、城門の開閉時間を改めた。召還されて将作大匠となり、車騎大将軍の位を加えられ、廷尉卿に任じられた。南青州刺史として出向し、召還されて御史中丞となった。後に鄭州刺史に任じられた。ときに黄河の氾濫のために、民衆の多くは避難していた。子悦が民衆の救恤につとめたため、戸口は増加し、その統治は天下で最上のものとされた。入朝して都官尚書となったが、鄭州の馬子韶・崔孝政ら800人あまりが頌徳碑を立てるよう請願すると、勅命により許された。開府の位を加えられ、行北豫州事を経て、吏部尚書を兼ねた。子悦は学問がなく風儀にも欠けていたが、官にあっては身ぎれいに勤務して自らを守った。571年（武平2年）、太常卿に任じられた。10月、太常卿のまま使持節・侍中となり、北周の使者を接待した。11月、北周に使者として派遣された。573年（武平4年）8月24日、死去した。享年は73。使持節・都督晋建二州諸軍事・晋州刺史・尚書左僕射の位を追贈された。

## 家族
- 高祖父：赫連勃勃[3]
- 曾祖父：赫連倫（赫連勃勃の四男、酒泉王・大尉・録尚書）[3]
- 祖父：赫連豆勿于[3]
- 妻：閭炫（字は光暉、閭大肥の曾孫）[14]
- 子：赫連仲章（中書舎人）[15]

## 伝記資料
- 『北斉書』巻40 列伝第32
- 『北史』巻55 列伝第43
- 斉故侍中車騎大将軍開府儀同三司左僕射吏部尚書太常卿食貝丘県幹赫連公墓誌（赫連子悦墓誌）